# Cantus firmus
Cantus firmus, Ка́нтус фи́рмус (лат.: заданный, предустановленный, буквально «твёрдый», напев) — заданная мелодия в одном из голосов (чаще всего в теноре) полифонической композиции, на основе которой конструировалось многоголосное целое. Техника сочинения на cantus firmus применялась европейскими композиторами начиная с позднего Средневековья до раннего барокко, расцвет её пришёлся на вторую половину XV и XVI века (особенно в церковной музыке так называемых нидерландских полифонистов).

## Краткая характеристика
В качестве cantus firmus использовались различные источники, чаще всего известные мелодии, благодаря чему такая прекомпозиционная мелодия получила также название cantus prius factus (лат. «прежде созданный напев»); выражение заимствовано из трактата Анонима IV (ок. 1280): «cantus vel tenor est primus cantus primo procreatus vel factus» («кантус или тенор — это первичный напев, предварительно созданный, или сделанный»). 
В качестве cantus firmus преимущественно фигурировал григорианский хорал (cantus planus), что связано с его широким использованием в католическом богослужении, впоследствии — и светская музыка, либо авторская — «Je ne demande» (шансон А. Бюнуа), «Maleur me bat» (шансон Й. Окегема), «Se la face ay pale» («Бледное личико», баллада Г. Дюфаи), либо фольклорная или паралитургическая. Но чаще авторы композиционных прототипов — как светских мелодий, так и церковных распевов — были неизвестны, как в случае с песнями «L’homme armé» («Вооружённый человек»), «Au travail suis», «L'ami Baudichon» и т. д. Редко мелодия для многоголосной обработки сочинялась специально — таков cantus firmus, составленный из названий нот гласных букв в имени «Hercules dux Ferrariae» («Геркулес, герцог Феррарский»; re-ut-re-ut-re-fa-mi-re) в мессе Жоскена Депре.
Техника композиции на cantus firmus зафиксирована в разных жанрах/формах в музыке средневековья и Возрождения: в XII веке — клаузулы школы Нотр-Дам, в XIV веке — мотеты Витри и Машо, начиная с XV века cantus firmi стали применять и в мессе. Так, мелодию «L’homme armé» в качестве cantus firmus использовали Г. Дюфаи, Й. Окегем, Я. Обрехт, Жоскен, Палестрина и др. Как правило, напев использовался во всех частях ординария мессы, при этом достигалось интонационное и ладовое единство обширного сочинения. Композиторская разработка cantus firmus могла значительно менять его первоначальный облик (мелодический рельеф, ритмическую структуру и т.п.): пропорционально уменьшались, увеличивались, либо свободно изменялись длительности, добавлялись или отсекались некоторые звуки, вставлялись паузы и т. д. 
Вследствие разнообразнейших модификаций предустановленная мелодия может изменять свой облик до такой степени, что перестаёт непосредственно восприниматься на слух (особенно в случаях значительной аугментации, как, например, в клаузулах Школы Нотр-Дам, написанных в так называемом Halteton-стиле), отсюда музыковеды делают важный вывод — композиторами cantus firmus рассматривался как своеобразный повод для полифонической композиции, позволявший автору проявить изобретательность и ловкость, владение различными приёмами имитационной, ритмической и прочей техники, в конечном счёте, продемонстрировать своё мастерство.